# Atollo Meemu
L'atollo Meemu è un atollo delle Maldive. 

## Isole abitate
Dhiggaru, Kolhufushi, Madifushi, Maduvvaree, Mulah, Muli, Naalaafushi, Raimmandhoo, Veyvah.
Isole turistiche, aeroporti e isole industriali sono considerate disabitate.